# Луїш Густаву Ледіш
Луїш Густаву Ледіш (порт. Luís Gustavo Ledes, нар. 28 вересня 1992, Брага) — португальський футболіст, півзахисник кіпрського клубу АЕК (Ларнака).

## Клубна кар'єра
Народився 28 вересня 1992 року в місті Брага, Португалія в родині бразильського футболіста Марсіліо Сантоса, який саме грав за португальські клуби. Згодом родина повернулась до Бразилії, де Луїш займався футболом в академії «Корінтіанса», а 2006 року потрапив до академії іспанської «Барселони». У 2011 році він був переведений у другу команду «Барселона Б», де провів два сезони. Свій перший сезон Луїш проводив в основному на лаві запасних. У другому сезоні він з'являвся на полі набагато частіше, проте після його закінчення клуб вирішив не продовжувати контракт з гравцем. Загалом за два сезони два сезони, взявши участь у 32 матчах чемпіонату. 
11 липня 2013 року Луїш Густаву повернувся до Португалії, підписавши чотирирічну угоду з «Ріу-Аве». Його дебют у вищій португальській лізі відбувся 25 серпня 2013 року у матчі проти «Віторії» (Сетубал) і у перших двох сезонах Луїш був гравцем ротації, зігравши за клуб з Віла-ду-Конді 12 і 10 ігор чемпіонату відповідно, втім у третьому сезоні не провів жодної гри, через це 22 грудня 2015 року перейшов у іспанську «Сельту», яка заявила гравця за резервну команду «Сельта Б».
Так і не пробившись до першої команди «Сельти», 10 липня 2017 року Луїш Густаву уклав контракт з клубом Сегунди «Реусом», у складі якого провів наступні два роки своєї кар'єри гравця. Більшість часу, проведеного у складі «Реуса», був основним гравцем команди, втім на початку 2019 року команда через фінансові проблеми були виключена з чемпіонату.
30 січня 2019 року Луїш Густаву приєднався до «Нумансії», уклавши контракт до червня 2021 року. Втім ще 2020 року команда вилетіла з Сегунди, після чого півзахисник підписав трирічну угоду з новачком другого дивізіону «Кастельйоном», але і з цією командою наступного року вилетів з Сегунди.
В червні 2021 року уклав угоду з кіпрським клубом АЕК (Ларнака). Станом на 9 серпня 2022 року відіграв за клуб з Ларнаки 30 матчів в національному чемпіонаті.

## Виступи за збірні
2008 року дебютував у складі юнацької збірної Португалії (U-16), загалом на юнацькому рівні взяв участь у 34 іграх, відзначившись 6 забитими голами.
Протягом 2012–2015 років залучався до складу молодіжної збірної Португалії. На молодіжному рівні зіграв у 9 офіційних матчах.

## Титули і досягнення
- Володар Кубка Кіпру (1):

АЕК: 2024-2025